# ميتا-حمض التولويك
ميتا-حمض التولويك (الاسم النظامي : 3- ميثيل حمض البنزويك) ، وهو حمض كربوكسيلي عطري ، صيغته (CH3)C6H4(COOH) . وهو أيزومير لكل من بارا-حمض التولويك و أورثو-حمض التولويك .
ويخدم ميتا-حمض التولويك ، في أغراض أخرى ، حيث يعمل كمادة طليعية «مادة بادئة» للمركب N،N-ثنائي إيثيل ميتا-تولوأميد (DEET) المعروف بطارد الحشرات :